# Кузиков, Ильшат Закирьяевич
Ильша́т Закирья́евич Ку́зиков (род. 27 февраля 1960, Ленинабад, Ленинабадская область, Таджикская ССР, СССР) — российский серийный убийца и каннибал, убивший в период с 1992 по 1995 год не менее трёх человек на территории города Санкт-Петербург. В 1997 году по определению коллегии суда Кузиков был признан невменяемым, и ему было назначено принудительное лечение в психиатрической клинике. Дело Ильшата Кузикова является одним из самых известных случаев каннибализма в постсоветской России.

## Биография

### Жизнь до убийств
Ильшат Кузиков родился 27 февраля 1960 года в городе Ленинабад (Таджикская ССР), в настоящее время — Худжанд. Имел брата. Отец Ильшата страдал алкогольной зависимостью и постоянно подвергал агрессии жену и детей. В 1971 году в возрасте 11 лет Ильшат стал свидетелем убийства своей матери, которое совершил его отец. Закирья Кузиков после убийства своей жены был осуждён, а Ильшат вместе с братом переехали в Ленинград, где проживала их тётя, которая оформила над ними опекунство. Убийство матери, как и сам отец, сильно повлияли на психоэмоциональное состояние Ильшата, вследствие чего он начал проявлять признаки психического расстройства и состоял на учёте в психоневрологическом диспансере. Согласно свидетельствам Ильшата, после убийства матери он перестал бояться крови и начал демонстрировать в своём поведении сексуальные девиации. Он утверждал, что примерно в те годы стал испытывать сексуальное влечение к представителям мужского пола и испытывать сексуальное возбуждение при виде крови. По его словам, будучи подростком он имел гомосексуальные инцестуальные отношения со своим родным братом и был одержим видом голого человеческого тела, над которым проводят хирургические операции. Ильшат заявлял о том, что занимался мастурбацией и мог испытывать оргазм, наблюдая за хирургическими процедурами над человеческим телом в больницах, которые показывали по телевизору. Кузиков планировал получить медицинское образование и профессию хирурга, но из-за проблем с психическим здоровьем он в школьные годы потерял общую способность к обучаемости, благодаря чему в 1975 году после окончания 8 классов средней школы был вынужден поступить в одно из ленинградских ПТУ, которое окончил в 1979 году со специальностью арматурщика-электросварщика. В 1980 году Ильшат был призван в Советскую армию. Военную службу Кузиков проходил на территории одной из воинских частей, расположенных в Выборгском районе. В 1981 году Кузиков совершил нападение на сослуживца, в ходе которого нанёс ему черепно-мозговую травму с помощью гаечного ключа. После задержания Кузиков был направлен на судебно-психиатрическое освидетельствование, по результатам которого у него была диагностирована шизофрения и назначен курс лечения в психиатрической клинике. На основании этого Кузиков был освобождён по состоянию здоровья от дальнейшего несения воинской службы и после прохождения курса лечения в конце 1982 года вернулся в Ленинград. Ему была присвоена инвалидность по психиатрии и назначена социальная пенсия.
Как лицо, страдающее психическим расстройством, Ильшат Кузиков получил от государства отдельную квартиру с телефоном, которая была расположена в доме № 22 на улице Орджоникидзе, хотя 43 процента жителей Ленинграда в тот период проживали в коммунальных квартирах и годами стояли в очередях на установку телефона. Несмотря на это, Кузиков не смог вести социально-благополучный образ жизни. Начиная с 1982 года, он стал увлекаться алкогольными напитками, вследствие чего к концу 1980-х у него развилась алкогольная зависимость. Будучи на учёте в районном психиатрическом диспансере, Ильшат ежегодно по полтора-два месяца проходил курсы лечения в диспансере. В середине 1980-х во время прохождения очередного курса лечения он познакомился с девушкой-пациенткой, с которой у него вскоре начались романтические отношения. Через несколько месяцев Кузиков женился на возлюбленной, однако брак продержался всего два года. Из-за проблем с алкоголизмом психическое здоровье Кузикова стало ухудшаться. Во время одной из ссор с женой, он совершил на неё нападение, после чего она подала на развод и ушла от Кузикова. После развода Кузиков стал вести маргинальный образ жизни. Всё своё свободное время он стал проводить в обществе личностей, которые также вели маргинальный образ жизни и страдали алкогольной зависимостью. После развала СССР и последовавших за ним экономических реформ Кузиков потерял все свои сбережения, а его социальная пенсия полностью обесценилась. Из-за материальных трудностей и роста цен Кузиков стал голодать. После того как правительство США доставило гуманитарную помощь в Санкт-Петербург в рамках операции «Provide Hope», Ильшат Кузиков некоторое время питался исключительно продуктами, которые он получал от правительства города, однако после того как грузы с гуманитарной помощью перестали поставляться в Санкт-Петербург, Кузиков снова стал испытывать чувство голода и страдать недоеданием. Чтобы не умереть с голоду, Кузиков начал подрабатывать на местном рынке дворником. В этот период его психическое состояние начало усугубляться. Кузиков начал демонстрировать признаки деградации личности и несколько раз обращался за психиатрической помощью в психоневрологический диспансер, однако из-за развала сложившейся при СССР системы здравоохранения все просьбы и жалобы Кузикова были проигнорированы, вследствие чего своевременная помощь ему не была оказана. К 1995 году Ильшат Кузиков окончательно опустился и стал вести асоциальный образ жизни. Всё свободное время он начал проводить в обществе бездомных с целью поиска алкогольных напитков, после чего приглашал их в свою квартиру, где склонял к интимной близости. Несмотря на это, большинство его соседей и знакомых того периода отзывались о нём положительно. Кузиков обладал флегматическим типом темперамента, внешне производил впечатление безобидного человека, не проявлял агрессии, среди соседей по дому имел репутацию отзывчивого человека, всегда готового прийти на помощь, и не был замечен в проявлении жестокости по отношению к животным. В частности, у Кузикова была кошка, за которой он тщательно ухаживал, несмотря на то, что его квартира находилась в запущенном состоянии.

### Разоблачение, арест и следствие
В августе 1995 года одна из жительниц дома, где проживал Кузиков, во время выгуливания собак обнаружила в мусорном баке рядом с домом отрубленную человеческую голову и стеклянные банки, внутри которых находились части внутренних органов и мужские половые органы. В ходе расследования было установлено, что голова принадлежала 43-летнему Эдуарду Василевскому, жителю Санкт-Петербурга, который вёл маргинальный образ жизни и страдал психическим расстройством. Василевский стал третьим убитым человеком, чьи останки были выброшены в мусорку рядом с домом № 22 на улице Орджоникидзе. В ноябре 1992 года жители дома обнаружили в одном из подвалов дома расчленённые человеческие останки, в том числе выпотрошенный человеческий торс. В ходе расследования этого происшествия милиция не смогла установить личность преступника, так как было установлено, что подвалы дома, расположенные возле подъездов, постоянно находились с незапертыми дверями, и доступ к ним мог иметь практически любой житель города. За месяц до убийства Василевского, в июле 1995 года, жители дома также обнаружили в мусорном баке рядом с домом отрубленную человеческую голову. Через несколько часов в мусорном баке, расположенном возле соседнего многоквартирного дома, были обнаружены отрубленные человеческие руки. Убитый был идентифицирован как 37-летний Михаил Бочков, который на момент смерти был бездомным и ранее проходил курс лечения в одной из психиатрических клиник. В ходе расследования серии убийств Ильшат Кузиков попал в число подозреваемых, так как было установлено, что Бочков и Василевский были знакомы с Кузиковым и в разные годы находились с ним в одной и той же психиатрической клинике. Подозрения в адрес Кузикова усилились после того, как ряд знакомых Ильшата стали утверждать сотрудникам правоохранительных органов, что Кузиков поддерживал приятельские отношения со многими из пациентов, с которыми ему довелось познакомиться во время ежегодных лечебных курсов в психоневрологическом диспансере. 25 августа 1995 года милиция с целью проверки квартиры Кузикова направила к нему своего сотрудника, действовавшего под прикрытием. Представившись сантехником, милиционер провёл осмотр всех комнат в квартире, в ходе которого обнаружил в одной из комнат завёрнутые в куртку отрубленные человеческие ноги. Через несколько минут Кузиков был арестован сотрудниками милиции, и ему было предъявлено обвинение в совершении убийства Эдуарда Василевского. В ходе тщательного обыска квартиры, помимо отрубленных конечностей, были обнаружены стеклянные банки, содержащие холодец из человеческого мяса, засушенные лоскуты человеческой кожи, бутылки, наполненные человеческой кровью, стеклянная банка, в которой хранились отрезанные человеческие уши и кусочки высушенной кожи, а также большая алюминиевая кастрюля с кусками маринованного человеческого мяса, из которых Кузиков также собирался приготовить холодец. Выбор блюда Кузиков обосновал тем, что не имел в квартире холодильника, а холодец мог употреблять в пищу в течение 5-7 дней после приготовления.
После ареста во время допросов Кузиков заявил, что его первой жертвой стал Александр Печёнкин, с которым он вместе в начале 1990-х проходил курс лечения в психиатрической клинике. Согласно свидетельствам Кузикова, в день убийства он пригласил Печёнкина к себе в квартиру с целью совместного употребления алкогольных напитков, на что Печёнкин ответил согласием. Вечером во время застолья Кузиков предложил приятелю заняться сексом, но Печёнкин отверг предложение Кузикова, после чего тот совершил на него нападение, в ходе которого ударил его рукояткой ножа сзади по голове, после чего перерезал ножом горло. Затем он полностью раздел свою жертву, разделся сам, затащил тело Печёнкина в ванну, где расчленил с помощью ножей его тело. Кузиков употребил в пищу часть мягких тканей Печёнкина, срезанных с его бёдер и ягодиц, а также часть внутренних органов, после чего выбросил его останки в подвал дома, а голову и конечности — в мусорный бак. Мотивом совершения убийств, по словам Ильшата, был голод. Кузиков утверждал, что получал пенсию в размере около 90 000 рублей (в период гиперинфляции и резкого обесценивания рубля), которой хватало на покупку всего лишь 7 килограммов мяса, вследствие чего он страдал недоеданием и испытывал проблемы со здоровьем. Чтобы вызвать к себе снисхождение, Ильшат убеждал следователей в том, что был не чужд морально-нравственным нормам и испытывал сострадание к своим жертвам. По его словам, перед тем как совершить убийство, всем своим потенциальным жертвам он предлагал покинуть его квартиру, и если человек соглашался уйти, Кузиков выпускал его на улицу, не причиняя никакого вреда его здоровью. Согласно версии Кузикова, в число его жертв попадали те, кто по тем или иным причинам отказывался покидать его квартиру. Однако милиция подвергала версию Ильшата Кузикова сомнению. По версии следствия, жертвами Кузикова становились те, кто попадал в его квартиру и отказывал ему в интимной близости, и в действительности он несёт ответственность за совершение ещё нескольких убийств.

### Суд и принудительное лечение
В конечном итоге Ильшату Кузикову были предъявлены обвинения в совершении трёх убийств. По ходатайству его адвокатов было проведено судебно-психиатрическое освидетельствование, по результатам которого он был признан невменяемым. Психиатр Валерий Иванов, проводивший с Кузиковым ряд тестов, пришёл к выводу, что, помимо шизофрении, у Кузикова на фоне психологической травмы, полученной в детстве во время убийства матери, которое совершил его отец, развилась некрофилия. Кузиков испытывал неосознанное влечение к трупам и к виду расчленённого человеческого тела, вследствие чего в соответствии с этими мыслями, фантазиями и побуждениями начал в конечном счёте совершать конкретные действия, в частности убийства. Косвенным подтверждением этой версии явился факт того, что Кузиков испытывал желание работать с трупами и в разные годы совершил несколько попыток получить работу в морге, но ему всегда отказывали из-за наличия у него психического заболевания. 20 марта 1997 года по определению коллегии Санкт-Петербургского городского суда Ильшат Кузиков был освобождён от уголовной ответственности и направлен на принудительное лечение.
Все последующие годы жизни Ильшат Кузиков провёл в Санкт-Петербургской психиатрической больнице специализированного типа с интенсивным наблюдением. СМИ необоснованно утверждали, что Кузиков скончался в стенах больницы в начале 2000-х годов, однако в 2017 году эта информация была опровергнута: администрация психиатрической больницы подтвердила, что 57-летний Ильшат Кузиков был жив и продолжал проходить в стенах учреждения назначенный ему курс лечения. Об освобождении речи пока не идёт.

## В массовой культуре
- Документальный фильм «Повар» из цикла Александра Невзорова «Дикое поле» (1995)[12]
- Документальный фильм «Маньяки» из цикла «Вне закона» (1997)